# Корнеліс Вітсен
Корнеліс Вітсен (нід. JCornelis Witsen; 1599 —1646) — голландський дипломат, купець, представник колоніальної адміністрації.

## Життєпис
Походив з патриціанського роду Амстердама. Старший син Йонас Вітсен, заможного торгівця і бургомістра Амстердама, і Вейнте Свароох. Народився 1599 року. Рано долучився до родинної справи. 1611 року стає секретарем Карнеліса Гаґи, першого посланця Республіки Об'єднаних провінцій в Османській імперії. У першій половині 1620-х років перебував у Ліворно, де був одним з керуючих представництва голландської торговельної компанії.
1628 року Корнеліса Вітсена призначено головним комісаром  (консулом) Генеральних Штатів в Алеппо (за сумісництвом на Кіпрі, Палестині і Сирії), що був важливим промислових і торговельним центром імперії, через який йшла торгівля з Персією і Аравією шовком і прянощами відповідно. Корнеліс Вітсен доклав чимало зусиль щоб зміцнити тут позиції голландських купців. Йому протистояли англійські і французькі купці. Водночас місцеві торгівці також не бажали поступатися своєю монополією. Перебував на посаді до 1635 року.
В 1640 році отримав призначення до Голландської Ост-Індської компанії. Працював в Індії, Цейлоні, згодом Яві. 1641 року став членом Ради Індій. Сприяв експедиціям Абеля Тасмана, що відбулися у 1641—1643 і 1644 роках. Згодом призначається губернатором архіпелагу Банда. Помер під час тут на своїй посаді.